# Aage Rump
Aage Harald Rump, född 1 maj 1923 i Köpenhamn, död 17 mars 1977 i Vallkärra församling i Lund, var en dansk-svensk arkitekt.
Rump, som var son till civilingenjör Adam Rump och Johanne Gosch, utexaminerades från Kunstakademiets Arkitektskole i Köpenhamn 1953. Han anställdes hos stadsarkitekt Svend Bögh-Andersen i Laholm 1954, hos Gustaf Birch-Lindgren & Stefan Hornyánszky arkitekter i Lund 1956, hos arkitekt Carl-Ossian Klingspor i Lund 1963 och bedrev egen arkitektverksamhet i Lund från 1965.